# Maserati A6G

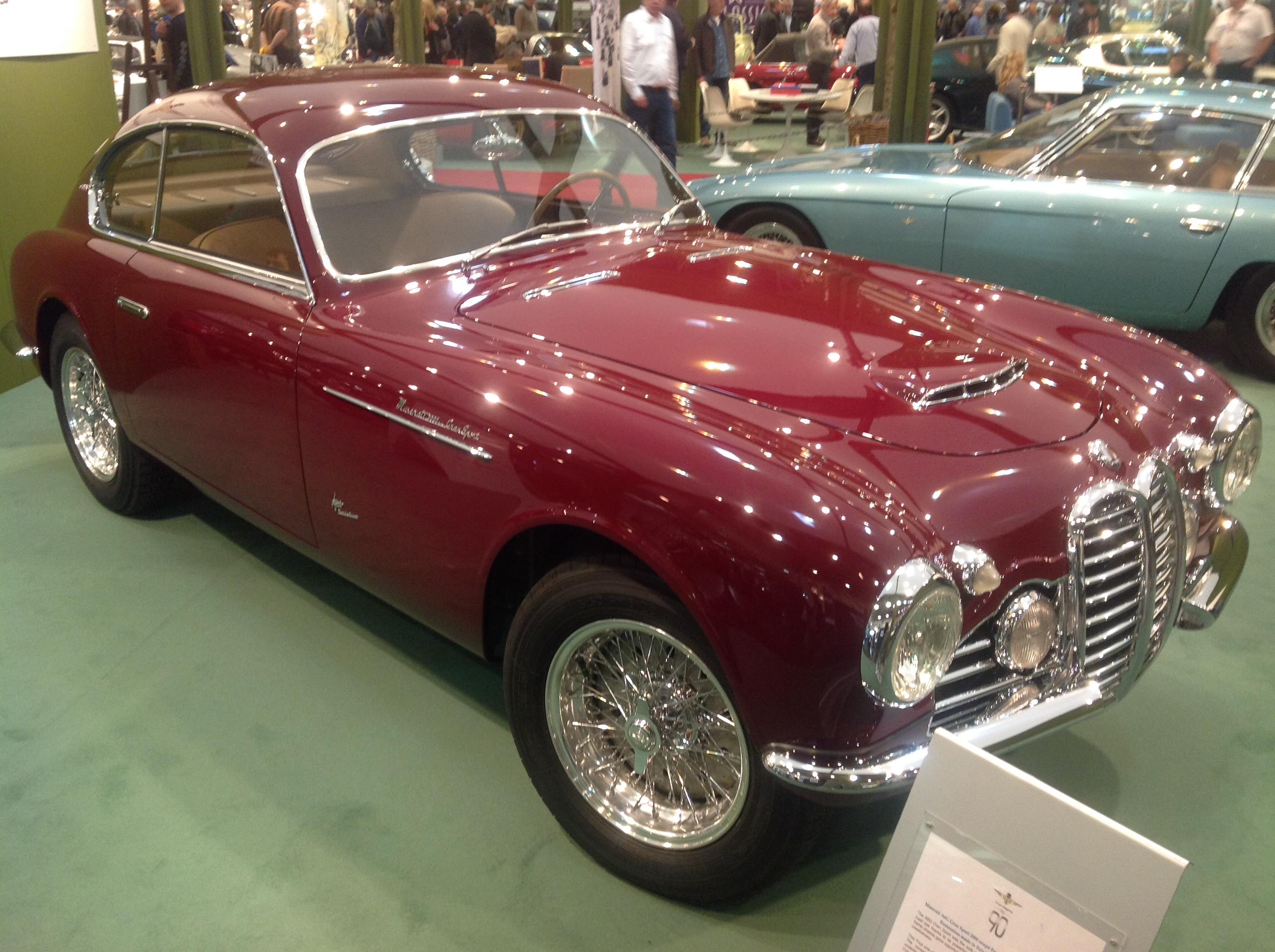
De enige A6G 2000 GT Gran Sport van Frua

De Maserati A6G is een GT van het Italiaanse automerk Maserati, die officieel verkocht werd als de Maserati 2000 GT. De wagen was een doorontwikkeling van de Maserati A6.
De "G" staat voor ghisa, het soort gietijzer waaruit het motorblok werd vervaardigd. In vergelijking met zijn voorganger beschikte de A6G over een krachtigere motor. De A6G is in een zeer kleine oplage geproduceerd. Er werden in totaal 16 exemplaren gebouwd: negen fastback-coupés met 4 zitplaatsen met een koetswerk van Pininfarina, vijf cabriolets en een coupé met een koetswerk van Frua en een coupé met een koetswerk van Carrozzeria Vignale.